# Río Cenepa
Der Río Cenepa ist ein etwa 230 km langer linker Nebenfluss des Río Marañón in der Region Amazonas im Norden von Peru. Der Río Cenepa entwässert die Ostflanke der Cordillera del Cóndor an der ecuadorianischen Grenze. Dabei durchfließt er den Norden der Provinz Condorcanqui.

## Flusslauf
Das Quellgebiet des Río Cenepa liegt an der Grenze zu Ecuador in der Cordillera del Cóndor auf einer Höhe von etwa 2500 m. Der Río Cenepa strömt in überwiegend südlicher Richtung durch das Bergland. Der Oberlauf liegt innerhalb des Nationalparks Ichigkat Muja – Cordillera del Cóndor. Dort bildet er kleinere Flussschlingen aus. Bei Flusskilometer 37 mündet der Río Comaina, der bedeutendste Nebenfluss des Río Cenepa, von Westen kommend in diesen. 4 Kilometer flussabwärts, bei der Kleinstadt Huampami, trifft der Río Najen von links auf den Fluss. Dieser fließt auf seinen letzten Kilometern in überwiegend südlicher Richtung und mündet schließlich bei der Siedlung Orellana auf einer Höhe von etwa 220 m in den nach Osten strömenden Río Marañón. Die Mündung liegt 30 km westlich der Provinzhauptstadt Santa María de Nieva.

## Einzugsgebiet und Hydrologie
Das Einzugsgebiet des Río Cenepa erstreckt sich über eine Fläche von 6804,4 km². Im Norden und Westen verläuft die Staatsgrenze zu Ecuador entlang der Wasserscheide des Einzugsgebietes. Das Schutzgebiet Zona Reserva Santiago-Comaina befindet sich östlich des Mittel- und Unterlaufs. Der mittlere Abfluss des Río Cenepa beträgt 506 m³/s.

## Geschichte
Das Einzugsgebiet des Río Cenepa war in der Vergangenheit zwischen den beiden Staaten Ecuador und Peru umstritten. 1995 fand als letzter mehrerer kriegerischer Auseinandersetzungen der Cenepa-Krieg statt.